# سامسونج جالكسي إم 31 أس
سامسونج جالكسي إم 31 أس هو هاتف من سامسونج تم أصداره مؤخرا وقد تم رَسميًا إطلاقه في 6 أغسطس 2020 حيث يمتلك مواصفات عديدة.

## مواصفات
1. صُمم هاتف سامسونج جلاكسي M31s من الخارج من البلاستيك البولي كاربونيت.
2. جاء الهاتف بأبعاد 159.2 × 75.1 × 8.9 مم.
3. وزن الهاتف 191 جرام.
4. يدعم شريحتين من نوع اتصال 4G.
5. يوجد به منقذ لكارت ميموري منفصل عن منقذ الشريحتين.
6. نوع المعالج Exynos 9611 ثماني النواة من نوع Cortex A73 وجاء بتردد 2.3 جيجا هرتز ذو دقة تصنيع 10 نانو متر.
7. معالج رسومي من نوع Mali-G73 MP3.
8. جاءت مساحة التخزين في هاتف Samsung Galaxy M31s بمساحة 128 جيجا بايت.
9. بالنسبة للرام قدمت الشركة هاتفين برامات مختلفة 6 جيجا و8 جيجا من النوع UFS 2.1.
10. قدمت الشركة الهاتف بنظام تشغيل اندرويد 10 بواجهة Samsung One UI 2.1.
11. جاءت الشاشة من النوع Super AMOLED وبحجم كبير 6.5 بوصة ذات دقة 2400*1080 بيكسل ذات جودة +Full HD بكثافة 405 بيكسل لكل بوصة.
12. جاء الهاتف بطبقة حماية للشاشة من النوع Corning Gorilla Glass 3.
13. بالنسبة للكاميرات توجد كاميرا أمامية بدقة 32 ميجا ذات فتحة عدسة F/2.0 تدعم HDR وتحصل منها علي جودة فيديوهات 2160p بمعدل 30 إطار لكل ثانية.
14. عدد 4 كاميرا خلفية واحدة بدقة 64 ميجا بيكسل بفتحة عدسة F/1.8 بمستشعر Sony IMX682، وواحدة بدقة 12 ميجا بيكسل بفتحة عدسة F/2.2 من النوع Ultra-Wide لكي تحصل علي جودة مثالية في التصوير بالعرض، وأخري بدقة 5 ميجا بيكسل بفتحة عدسة F/2.4 ماكرو، والأخيرة للعزل بنفس مواصفات التي تسبقها 5 ميجا بفتحة عدسة F/2.4.
15. تسجيل فيديو 4K بمعدل 30 إطار في الثانية.
16. يدعم هاتف Samsung Galaxy M31s بصمة الاصبع على زر الباور.
17. ذات منفذ سماعات 3.5 مللي.
18. بالنسبة للبطارية فهي 6000 مللي أمبير غير قابلة للإزالة تدعم خاصية الشحن السريع حيث ثوة الشحن 25 وات حيث المنفذ Type C الشهير.
19. الألوان المتاحة للهاتف الأبيض المُتدرج للأزرق واللون الرمادي المُتدرج للأسود.

حيث جاءت النسخة ال 6 جيجا رام بسعر 275 دولار أمريكي وجاء سعر النسخة ال 8 جيجا رام 300 دولار أمريكي وستبدأ شركة سامسونج في بدء بيع هاتف Samsung Galaxy M31s بداية من السادس من شهر أغسطس 2020.